# Caecosphaeroma burgundum
Caecosphaeroma burgundum là một loài chân đều trong họ Sphaeromatidae. Loài này được Dollfus miêu tả khoa học năm 1898.